# Alblasserdam
Alblasserdam (nizozemsko: [ɑlˌblɑsərˈdɑm] ()) je mesto in občina v zahodni Nizozemski, v provinci Južna Holandija. Zajema površino 10,06 km2, od tega 1,27 km2 je voda in je imela leta 2014 20,136 prebivalcev. Alblasserdam je uradno del regije Drechtsteden. Majhna vasica Kinderdijk, katere del se ponaša z največjo in najbolj znano koncentracijo mlinov na veter na Nizozemskem, je del Alblasserdama.

## Etimologija
Ime Alblasserdam izhaja iz njegove lokacije v bližini potoka Alblas, kjer je bil zgrajen jez. Prebivalci Alblasserdama se imenujejo Alblaserdamerji.

## Zgodovina

### 13.-19. stoletje
Mesto Alblasserdam je bilo prvič omenjeno v kronikah Melisa Stoke-ja leta 1299, vendar je bila občina ustanovljena šele leta 1447. Pred tem je bil del Oud-Alblasa (Starega Alblasa).
Zaradi svoje lege na reki Noord, eni najbolj obremenjenih plovnih poti v zahodni Evropi, je imela voda pomembno vlogo v zgodovini Alblasserdama. Reka je bila pomembna za njegov razvoj, saj je nudila ugodno lokacijo za industrijo. Strateška lega Alblasserdama je prinesla tudi negativne posledice. Na primer, med letoma 1350 in 1821 je polder Alblasserwaard poplavil 32-krat.

### 20. stoletje
Med prvo svetovno vojno sta se župan Simon Berman  in lokalna vlada Alblasserdama ukvarjala s 60 belgijskimi begunci znotraj občinskih meja.  Ustanovljen je bil priložnostni občinski sklad za brezposelne. 
Alblasserdam je trpel med nemškim napadom na Rotterdam 11. maja 1940, ko je bilo njegovo mestno jedro močno poškodovano. Prizaneseno pa je bilo zgodovinski ulici Kerkstraat (Cerkvena ulica) in značilni konstrukciji nasipa ob reki. 
Poplava Severnega morja leta 1953 je tudi prizadela  del Alblasserdama. Program Projekt Delta  je vključeval ojačitve nasipov in izboljšavo zapornic. Zato voda ne predstavlja več neposredne nevarnosti za Alblasserdam. Leta 1987 je izdelovalec jaht po meri Oceanco začel graditi jahte v obsegu 80 metrov+.
Leta 1999 je mesto praznovalo 700-letnico obstoja.

### 21. stoletje
Bert Blase je bil župan od leta 1999 do 2014, ko je bil imenovan za župana Vlaardingena. Kasneje je župan mesta Hendrik-Ido-Ambacht, Jan Heijkoop, deloval tudi kot župan Alblasserdama. 1. julija 2015 je župan mesta Alblasserdam postal Jaap Paans.

## Javni prevoz
- Proga vodnega avtobusa 1:
  - Rotterdam Willemskade - Krimpen aan den IJssel Stormpolder - Ridderkerk De Schans - Alblasserdam Kade - Dordrecht Merwekade.

## Pomembni ljudje
- Fop Smit (1777–1866) nizozemski pomorski arhitekt, ladjedelničar in ladjar; ustanovil podjetje Smit International
- Simon Berman (1861–1934), župan mesta Alblasserdam, 1914–1923
- Cornelis van Eesteren (1897-1988), nizozemski arhitekt in urbanist
- Koos Schouwenaar (1902–1941), nizozemski veslač, tekmoval na Poletnih olimpijskih igrah 1928.

## Galerija slik
- Wantij ladja vodnega busa Alblasserdam
- Kinderdijk
- Hiša ob bazenu, Kinderdijk
- Črpalka na veter pri mlinih Kinderdijk